# Степанов, Михаил Степанович (тренер)
Михаил Степанович Степанов (25 февраля 1932, Чиршкасы,  Цивильский район — 26 ноября 2004, Чебоксары) — мастер спорта СССР (1964), заслуженный тренер СССР по боксу (1978)

## Биография
Родился 25 февраля 1932 года в деревне Чиршкасы Цивильского района, Чувашской АССР.
Многократный чемпион Чувашской АССР (1958-1969), призёр открытого первенства РСФСР по боксу (1963), чемпион Иркутской области (1964), чемпион Российского совета "Динамо" (1964).
Заслуженный тренер РСФСР (1973), заслуженный тренер СССР (1978), заслуженный работник физической культуры Чувашской АССР (1978), почетный гражданин города Цивильска (2002) и Цивильского района (2005).

## Воспитанники
- чемпион мира 1978 года ЗМС СССР В.К. Львова, 
- победитель международного турнира 1980, чемпиона РСФСР 1982  МС СССР В. В. Гордеева, 
- чемпион Европы 1983 и обладателя Кубка Мира 1983 ЗМС СССР В.Я. Лаптева, 
- победитель Динамиады социалистических стран 1985 МСМК СССР М.В. Воропаева, 
- победитель международного турнира 1986 МС А.А. Савкина, 
- чемпион РСФСР 1987 МС СССР В.В. Александрова.